# Brue-Auriac
Pour les articles homonymes, voir Brue et Auriac.
Brue-Auriac est une commune française située en Pays de La Provence Verte dans le département du Var, en région Provence-Alpes-Côte d'Azur. Elle est membre de la communauté de communes Provence Verdon.

## Géographie

### Localisation
Petit village, se situant dans le centre Var, Brue-Auriac appartient à l’aire
d’attraction des agglomérations de Saint-Maximin-la-Sainte-Baume, 24 km de Brignoles et à 9 km de Barjols.

### Géologie et relief
D'ouest en est, 4 unités topographiques parallèles constituent le paysage communal :
- à l'ouest, un vaste plateau boisé entaillé par de nombreux vallons (vallon de Valtorte, vallon de Cabris[3], vallon de Cantarelle, le vallon de la Curnié, vallon des Derrots…) occupe le tiers ouest du territoire[4] ;
- au centre, une dépression, où se concentrent routes, espaces cultivés et urbanisés ;
- à l'est, un secteur de basses collines (300 à 360 mètres d'altitude) séparées par des espaces plans généralement cultivés ;
- la frange est, haute vallée de l'Argens, dont seule la rive gauche de la rivière appartient à la commune.

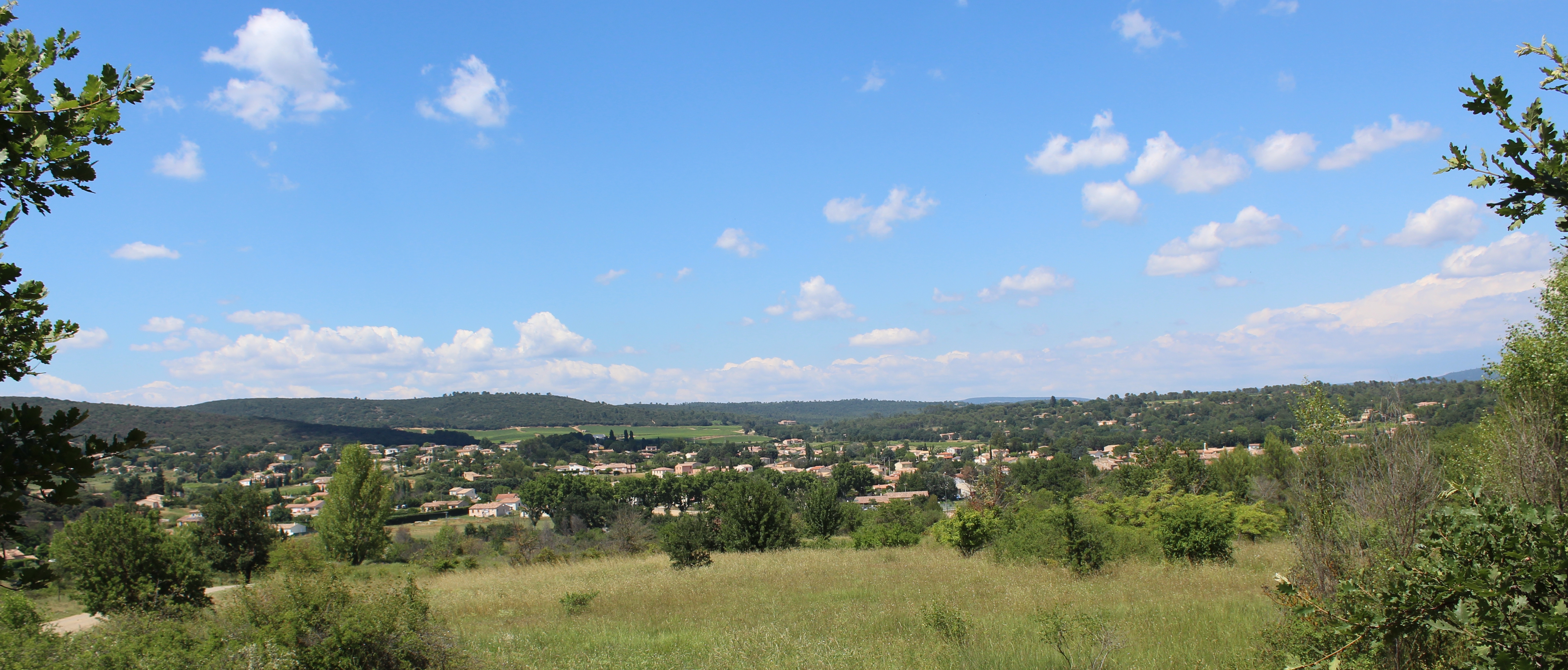
Panorama du village depuis la chapelle Notre-Dame.

### Hydrographie et les eaux souterraines
- Actuellement, la ressource en eau de Brue-Auriac provient de l’Argens.
- Forage sur le haut de la colline de Siguérane[5].
- Ruisseau Mère Vieille.
- Vallon de Cabris[6].
- Saut du Bacon - Cascades de Montaud - L'Argens à Brue-Auriac[7].

### Climat
Pour des articles plus généraux, voir Climat de Provence-Alpes-Côte d'Azur et Climat du Var.
En 2010, le climat de la commune est de type climat méditerranéen franc, selon une étude du Centre national de la recherche scientifique s'appuyant sur une série de données couvrant la période 1971-2000. En 2020, Météo-France publie une typologie des climats de la France métropolitaine dans laquelle la commune est exposée à un climat méditerranéen et est dans la région climatique  Provence, Languedoc-Roussillon, caractérisée par une pluviométrie faible en été, un très bon ensoleillement (2 600 h/an), un été chaud (21,5 °C), un air très sec en été, sec en toutes saisons, des vents forts (fréquence de 40 à 50 % de vents > 5 m/s) et peu de brouillards. 
Pour la période 1971-2000, la température annuelle moyenne est de 13,6 °C, avec une amplitude thermique annuelle de 16,8 °C. Le cumul annuel moyen de précipitations est de 909 mm, avec 6 jours de précipitations en janvier et 2,5 jours en juillet. Pour la période 1991-2020, la température moyenne annuelle observée sur la station météorologique de Météo-France la plus proche, « Varages », sur la commune de Varages à 8 km à vol d'oiseau, est de 14,3 °C et le cumul annuel moyen de précipitations est de 786,8 mm. 
La température maximale relevée sur cette station est de 44,5 °C, atteinte le 28 juin 2019 ; la température minimale est de −12,5 °C, atteinte le 2 mars 2005,,. 
Les paramètres climatiques de la commune ont été estimés pour le milieu du siècle (2041-2070) selon différents scénarios d'émission de gaz à effet de serre à partir des nouvelles projections climatiques de référence DRIAS-2020. Ils sont consultables sur un site dédié publié par Météo-France en novembre 2022.

### Voies de communications et transports

#### Voies routières
- La Route départementale (RD 560) constitue l’axe routier principal de la commune[15].

#### Transports en commun
- Transport en Provence-Alpes-Côte d'Azur
- Réseau Tranbus[16].
- Réseau Zou.

### Communes limitrophes
| Saint-Martin-de-Pallières     | Varages     | Tavernes    |
| Seillons-Source-d'Argens      | Brue-Auriac | Barjols     |
| Saint-Maximin-la-Sainte-Baume | Bras        | Châteauvert |

### Sismicité
Il existe trois zones de sismicités dans le Var : 
- Zone 0 : Risque négligeable. C'est le cas de bon nombre de communes du littoral varois, ainsi que d'une partie des communes du centre Var. Malgré tout, ces communes ne sont pas à l'abri d'un effet tsunami, lié à un séisme en mer ;
- Zone Ia : Risque très faible. Concerne essentiellement les communes comprises dans une bande allant de la montagne Sainte-Victoire au massif de l'Esterel ;
- Zone Ib : Risque faible. Ce risque le plus élevé du département (qui n'est pas le plus haut de l'évaluation nationale), concerne 21 communes du nord du département.

La commune de Brue-Auriac est en zone sismique de très faible risque « Ia ».

### Intercommunalité
Commune membre de la Communauté de communes Provence Verdon et du Pays de la Provence Verte.

## Urbanisme

### Typologie
Au 1er janvier 2024, Brue-Auriac est catégorisée bourg rural, selon la nouvelle grille communale de densité à sept niveaux définie par l'Insee en 2022.
Elle est située hors unité urbaine. Par ailleurs la commune fait partie de l'aire d'attraction de Marseille - Aix-en-Provence, dont elle est une commune de la couronne,. Cette aire, qui regroupe 115 communes, est catégorisée dans les aires de 700 000 habitants ou plus (hors Paris),.

### Occupation des sols
L'occupation des sols de la commune, telle qu'elle ressort de la base de données européenne d’occupation biophysique des sols Corine Land Cover (CLC), est marquée par l'importance des forêts et milieux semi-naturels (68,4 % en 2018), en diminution par rapport à 1990 (69,4 %). La répartition détaillée en 2018 est la suivante : 
forêts (67,5 %), cultures permanentes (18,1 %), zones agricoles hétérogènes (8,8 %), zones urbanisées (2,6 %), terres arables (1,6 %), milieux à végétation arbustive et/ou herbacée (0,9 %), zones humides intérieures (0,5 %). L'évolution de l’occupation des sols de la commune et de ses infrastructures peut être observée sur les différentes représentations cartographiques du territoire : la carte de Cassini (XVIIIe siècle), la carte d'état-major (1820-1866) et les cartes ou photos aériennes de l'IGN pour la période actuelle (1950 à aujourd'hui).

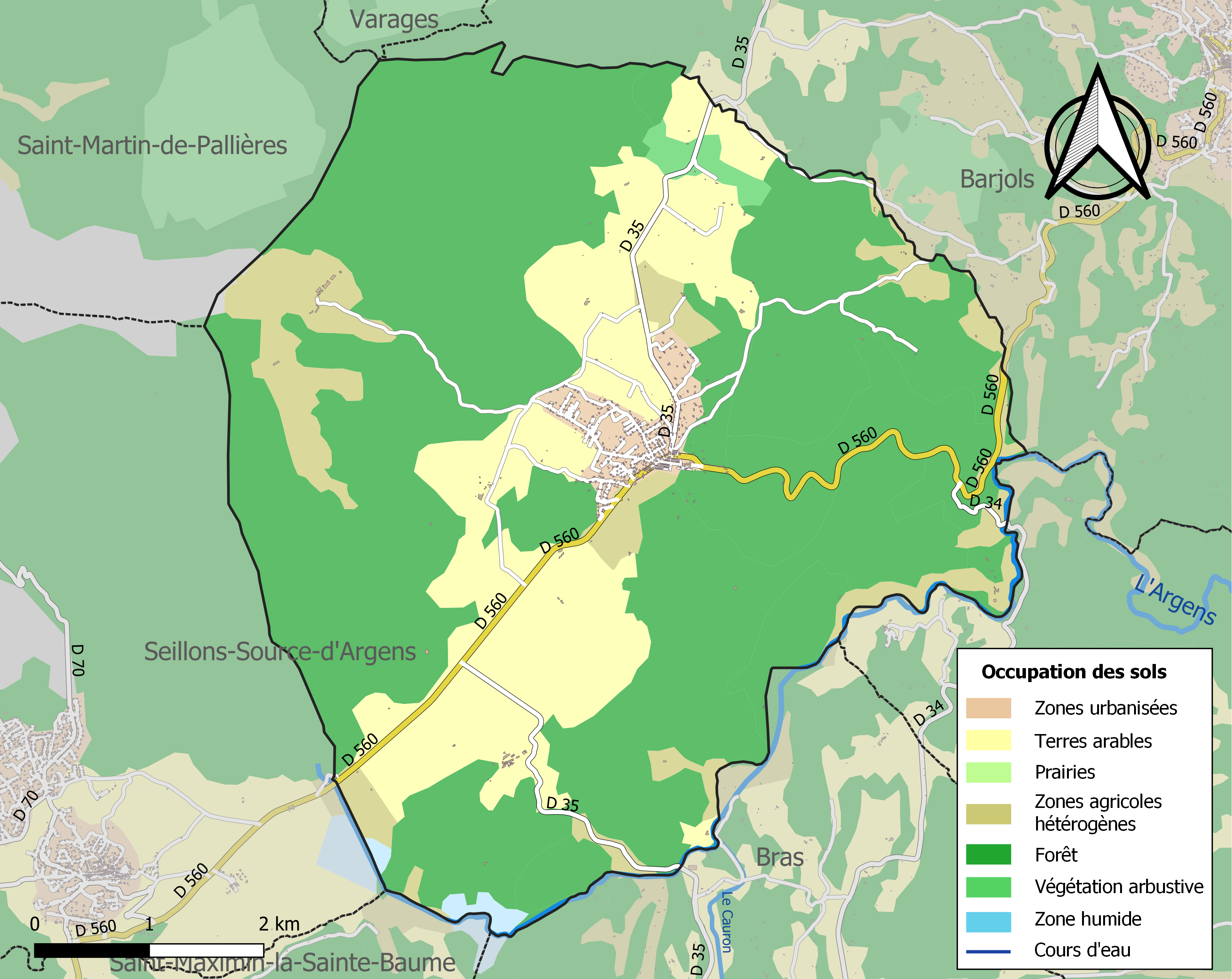
Carte des infrastructures et de l'occupation des sols de la commune en 2018 (CLC).

## Économie

### Entreprises et commerces

#### Agriculture
- Domaine de Cantarelle (AOP Coteaux-varois-en-provence)[23],[24].
- Coopérative vinicole La Brussoise, actuellement Fontaillade[25].

#### Tourisme
La commune bénéficie du label « Pays d’art et d’histoire » attribué au Pays de la Provence Verte en 2005.
En matière d'accueil, la commune dispose de :
- 2 chambres d'hôtes (La bastide Collombe[26] et le domaine de la Procureuse[27]) ;
- 1 maison d'hôte[28] ;
- 1 gite (Bellone-en-Provence[29]) ;
- 1 studio de tourisme en centre-ville.

#### Commerces
- Epicerie.
- Boulangerie.
- Restaurant.
- Bar-Tabac-FDJ.
- Commerces de proximité à Barjols, Saint-Martin-de-Pallières[30].

#### Services
- La Poste, Agence Communale (Mairie).

## Toponymie
Auriac est un nom de domaine gallo-romain formé avec le suffixe -ac sur le nom de personne latin Aurius.

## Histoire
Village atypique, Brue-Auriac est né, au XVIIIe siècle de l’union de deux villages, Brue et Auriac et du rêve du seigneur Georges Roux de Corse (1703-1792), fondateur de Brue.
Jusqu’en 1751, l’actuel territoire de Brue-Auriac est, plus ou moins, divisé en trois fiefs : le Val de Brue, Auriac, et Saint Estève, dont on retrouve des traces dès 1252. Ces territoires sont alors tous trois dirigés par Foulque III de Pontevès, ils resteront sous la domination des Pontevès jusqu’en 1666, date à laquelle Henri de Laurens achète le Val de Brue à François Simiane de Pontevès. En 1720, François Nicolas Dupin, alors conseiller royal, le rachète aux Laurens.
En 1746, Georges Roux, dit le Corse, achète le Val de Brue et les terres qui l’entourent ; il est alors parsemé de bastides isolées comptant une centaine d’habitants. Riche armateur, il fait ériger ses terres en marquisat (février 1750), et dès le 6 août 1750, la première pierre du nouveau village de Brue est posée. Le hameau de Saint Estève sera rattaché à Auriac le 3 juillet 1751.
Le nouveau marquis fonde une importante magnanerie en 1757. En parallèle, le village se dote de trois tanneries, une chapellerie (20 ouvriers à l’année, 12 000 chapeaux par an), deux fabriques de cadis (draps de laine grossiers) une fabrique de siamoise et de mouchoirs, une manufacture de toile à voile, une faïencerie (12 ouvriers en 1763) ainsi qu’une installation de teinturerie. L’ensemble de ces activités favorise le développement démographique et économique du village.
En 1765, l’agglomération culmine à 832 habitants. Elle se développe grâce à ses industries de soie, de faïence et de drap.
Les deux villages de Brue et Auriac ne sont définitivement rattachés qu’en 1840.

### Faits historiques
- Bourg castral de la Bastidonne[33].
- Bourg castral de Brue[34].
- Bourg castral d'Auriac[35].

### Héraldique
| Blason de Brue-Auriac | Les armes peuvent se blasonner ainsi : D'argent à la bande d'azur. |

## Politique et administration
| Période | Période  | Identité             | Étiquette | Qualité |
| ------- | -------- | -------------------- | --------- | ------- |
| 1896    | 1904     | M. Louis Aumage      |           |         |
| 1904    | 1919     | M. Célestin Codonnel |           |         |
| 1919    | 1930     | M. Antoine Moisson   |           |         |
| 1930    | 1944     | M. Paul Guigou       |           |         |
| 1944    | 1957     | M. Albert Reynier    |           |         |
| 1957    | 1959     | M. Jean Doudon       |           |         |
| 1959    | 1965     | M. Marceau Moisson   |           |         |
| 1965    | 1989     | M. Georges Jean      | PS        |         |
| 1989    | 1995     | M. Robert Hugou      | PS        |         |
| 1995    | 2001     | M. Guy Codonnel      |           |         |
| 2001    | 2020     | M. André Rousselet   |           |         |
| 2020    | En cours | M. Dominique Richard |           |         |

### Budget et fiscalité 2020
En 2020, le budget de la commune était constitué ainsi :
- total des produits de fonctionnement : 1 072 000 €, soit 765 € par habitant ;
- total des charges de fonctionnement : 929 000 €, soit 663 € par habitant ;
- total des ressources d'investissement : 435 000 €, soit 310 € par habitant ;
- total des emplois d'investissement : 753 000 €, soit 537 € par habitant ;
- endettement : 273 000 €, soit 195 € par habitant.

Avec les taux de fiscalité suivants :
- taxe d'habitation : 12,00 % ;
- taxe foncière sur les propriétés bâties : 15,00 % ;
- taxe foncière sur les propriétés non bâties : 64,00 % ;
- taxe additionnelle à la taxe foncière sur les propriétés non bâties : 0,00 % ;
- cotisation foncière des entreprises : 0,00 %.

Chiffres clés Revenus et pauvreté des ménages en 2016 : médiane en 2016 du revenu disponible, par unité de consommation : 23 010 €.

## Population et société

### Démographie

#### Évolution démographique
L'évolution du nombre d'habitants est connue à travers les recensements de la population effectués dans la commune depuis 1793. Pour les communes de moins de 10 000 habitants, une enquête de recensement portant sur toute la population est réalisée tous les cinq ans, les populations de référence des années intermédiaires étant quant à elles estimées par interpolation ou extrapolation. Pour la commune, le premier recensement exhaustif entrant dans le cadre du nouveau dispositif a été réalisé en 2005.

En 2022, la commune comptait 1 456 habitants, en évolution de +8,41 % par rapport à 2016 (Var : +4,98 %, France hors Mayotte : +2,11 %).
| 1793 | 1800 | 1806 | 1821 | 1831 | 1836 | 1841 | 1846 | 1851 |
| ---- | ---- | ---- | ---- | ---- | ---- | ---- | ---- | ---- |
| 259  | 314  | 323  | 407  | 396  | 463  | 558  | 564  | 503  |

| 1856 | 1861 | 1866 | 1872 | 1876 | 1881 | 1886 | 1891 | 1896 |
| ---- | ---- | ---- | ---- | ---- | ---- | ---- | ---- | ---- |
| 536  | 565  | 582  | 529  | 527  | 486  | 427  | 438  | 439  |

| 1901 | 1906 | 1911 | 1921 | 1926 | 1931 | 1936 | 1946 | 1954 |
| ---- | ---- | ---- | ---- | ---- | ---- | ---- | ---- | ---- |
| 471  | 450  | 436  | 507  | 508  | 514  | 508  | 422  | 432  |

| 1962 | 1968 | 1975 | 1982 | 1990 | 1999 | 2005  | 2006  | 2010  |
| ---- | ---- | ---- | ---- | ---- | ---- | ----- | ----- | ----- |
| 396  | 425  | 380  | 429  | 630  | 888  | 1 121 | 1 140 | 1 210 |

| 2015  | 2020  | 2022  | - | - | - | - | - | - |
| ----- | ----- | ----- | - | - | - | - | - | - |
| 1 322 | 1 440 | 1 456 | - | - | - | - | - | - |

### Enseignement
Établissements d'enseignements :
- École primaire.
- École maternelle.
- Collège à Barjols.

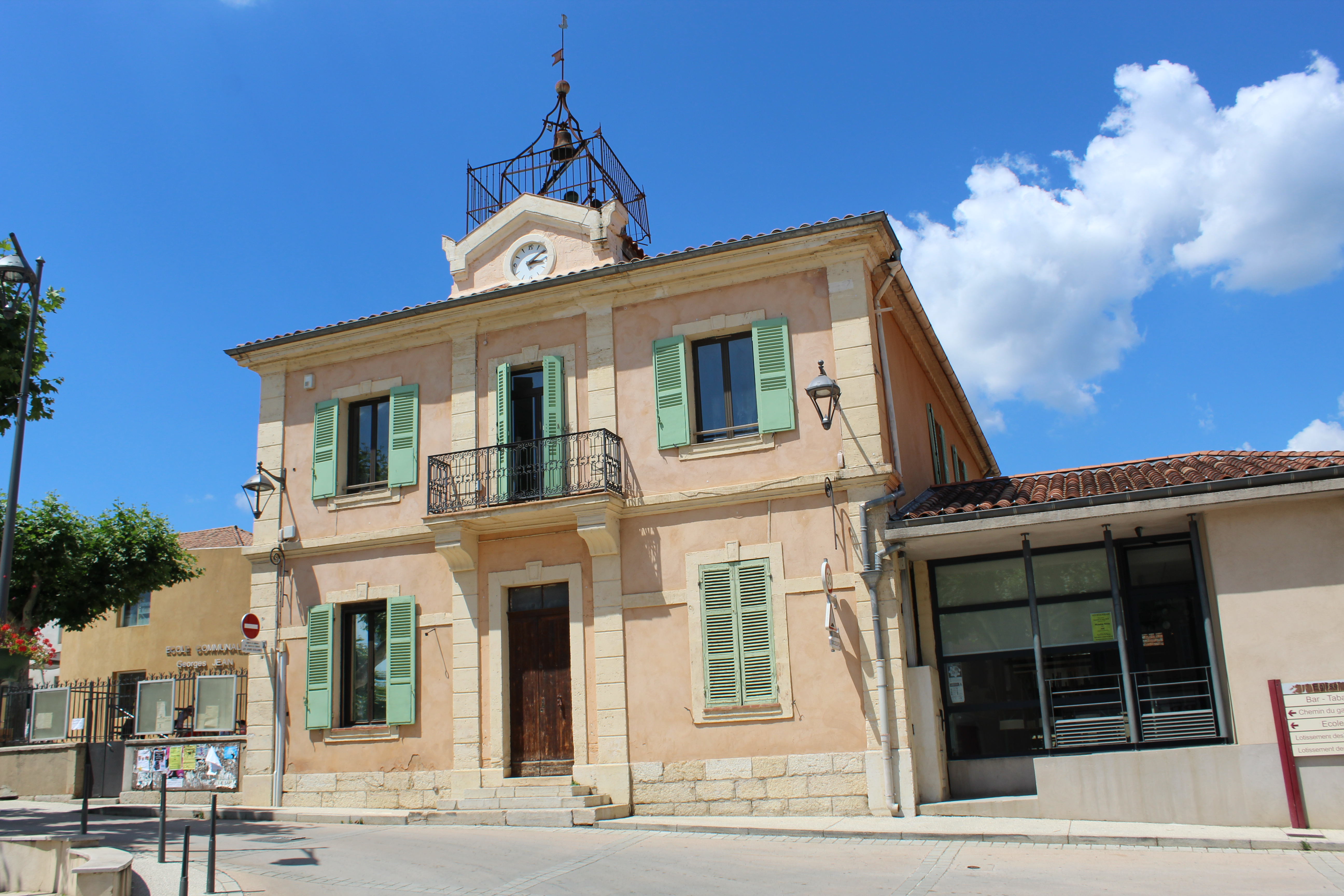
L'école.

- Lycées à Saint-Maximin-la-Sainte-Baume, Brignoles.

### Santé
Professionnels et établissements de santé :
- médecins à Barjols, Saint-Maximin-la-Sainte-Baume;
- pharmacies à Barjols, Bras, Saint-Maximin-la-Sainte-Baume;
- hôpitaux à Saint-Maximin-la-Sainte-Baume, Brignoles.

### Cultes
- Culte catholique, Paroisse Saint-Georges[45], Diocèse de Fréjus-Toulon.

### Personnalités liées à la commune
- Georges Roux de Corse, fondateur de Brue[46], né à Tino en 1703 et mort à Brue le 12 mars 1792.

### Manifestations culturelles et festivités
- Fête de la Saint-Georges (fin mai).
- 13 juillet grillades sur le cours du village.
- 14 août repas traditionnel sur le cours.
- Fin juin fête de la Musique.
- Fin avril Foire aux Bestiaux.

## Lieux et monuments

### Galerie

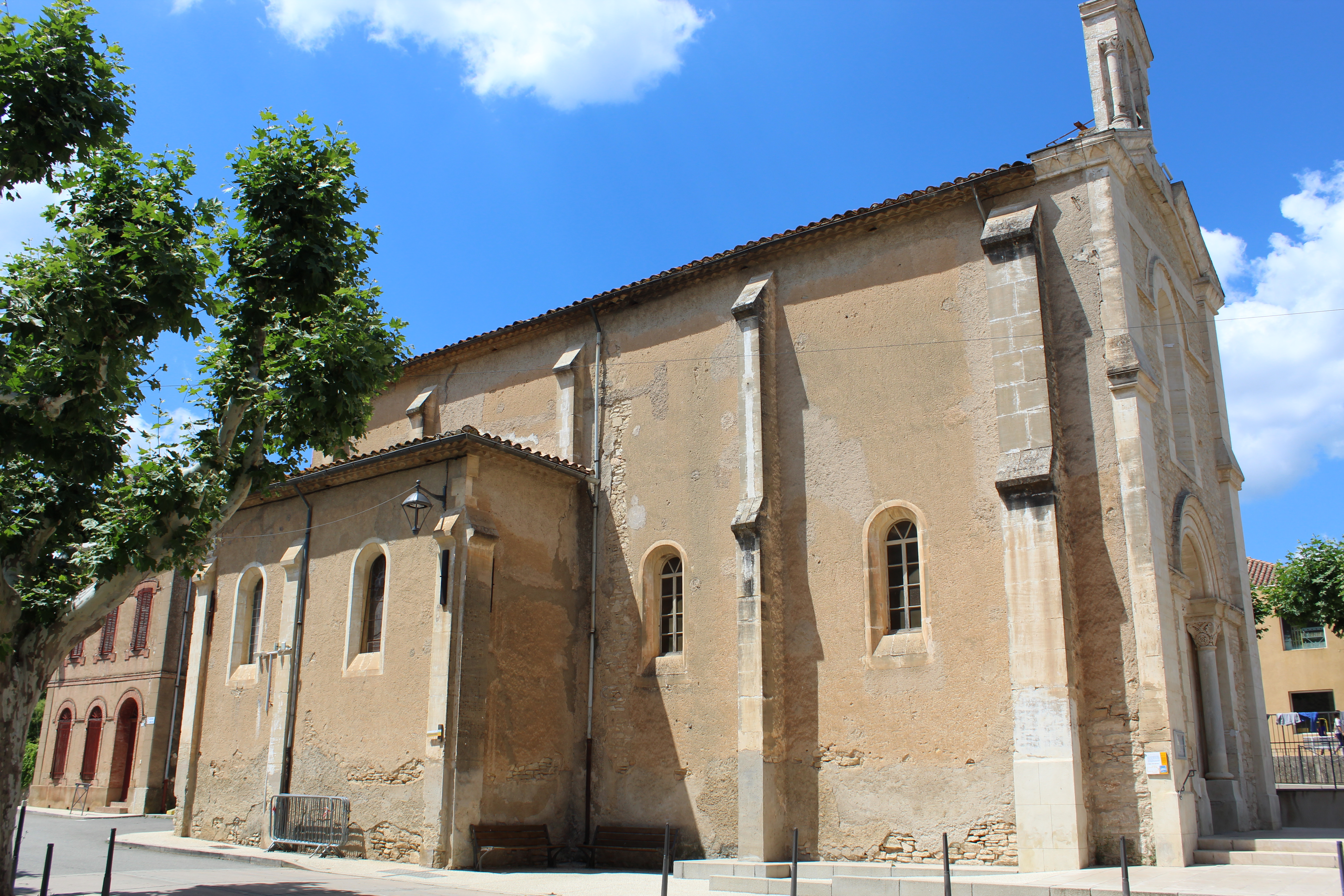
L'église Saint-Georges.
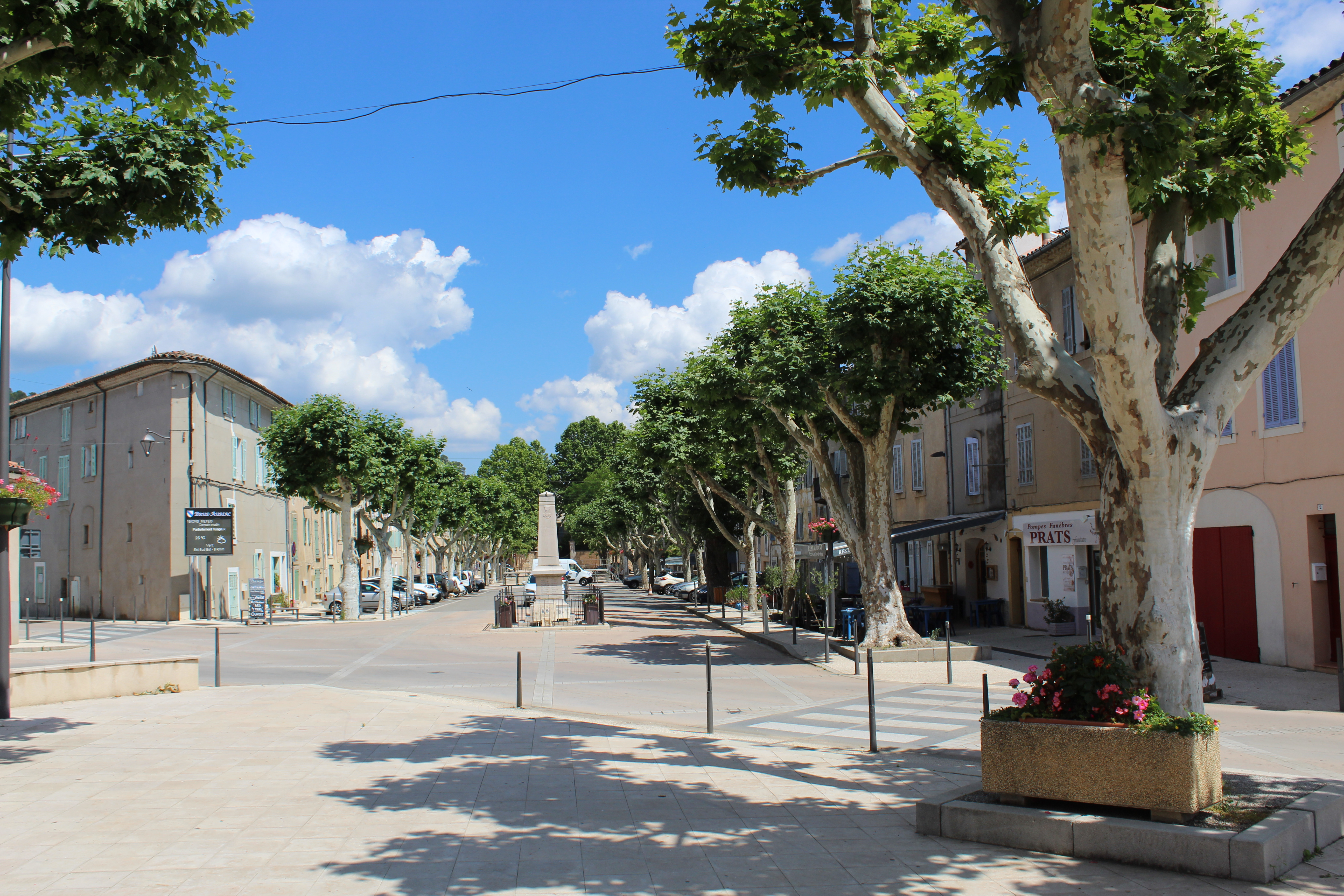
Le cours Roux-de-Corse.
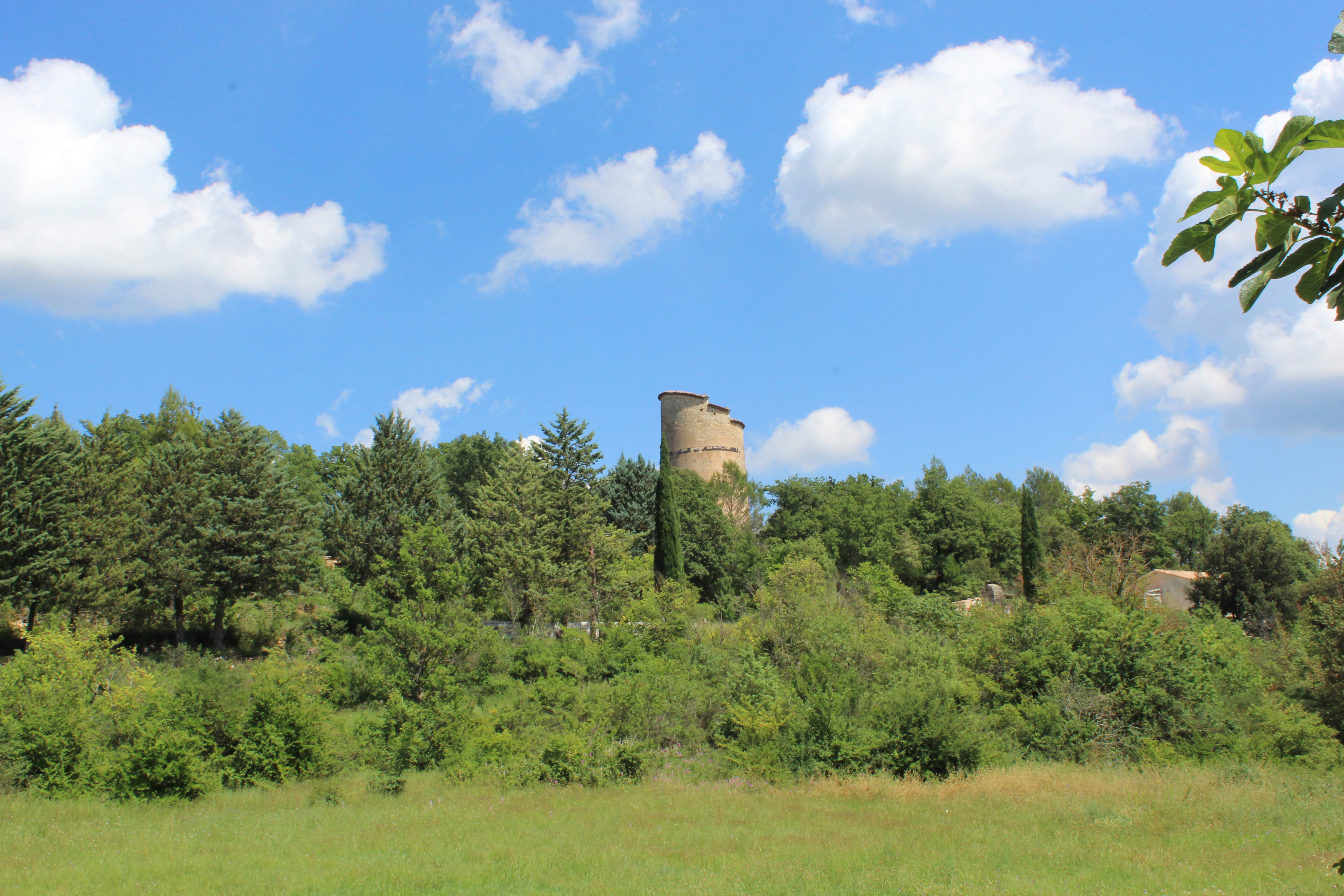
Vue sur le pigeonnier.

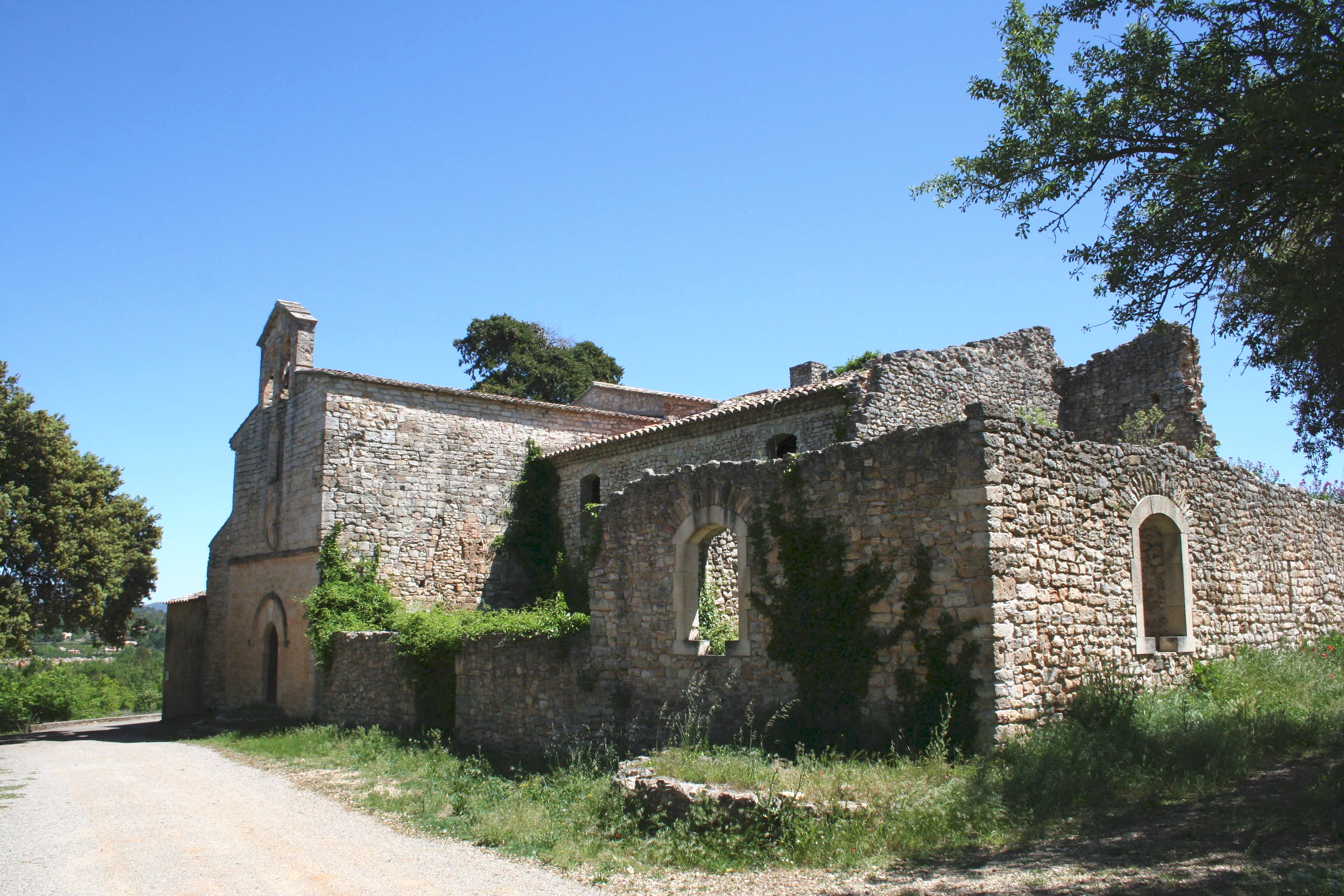
Église de Notre-Dame.
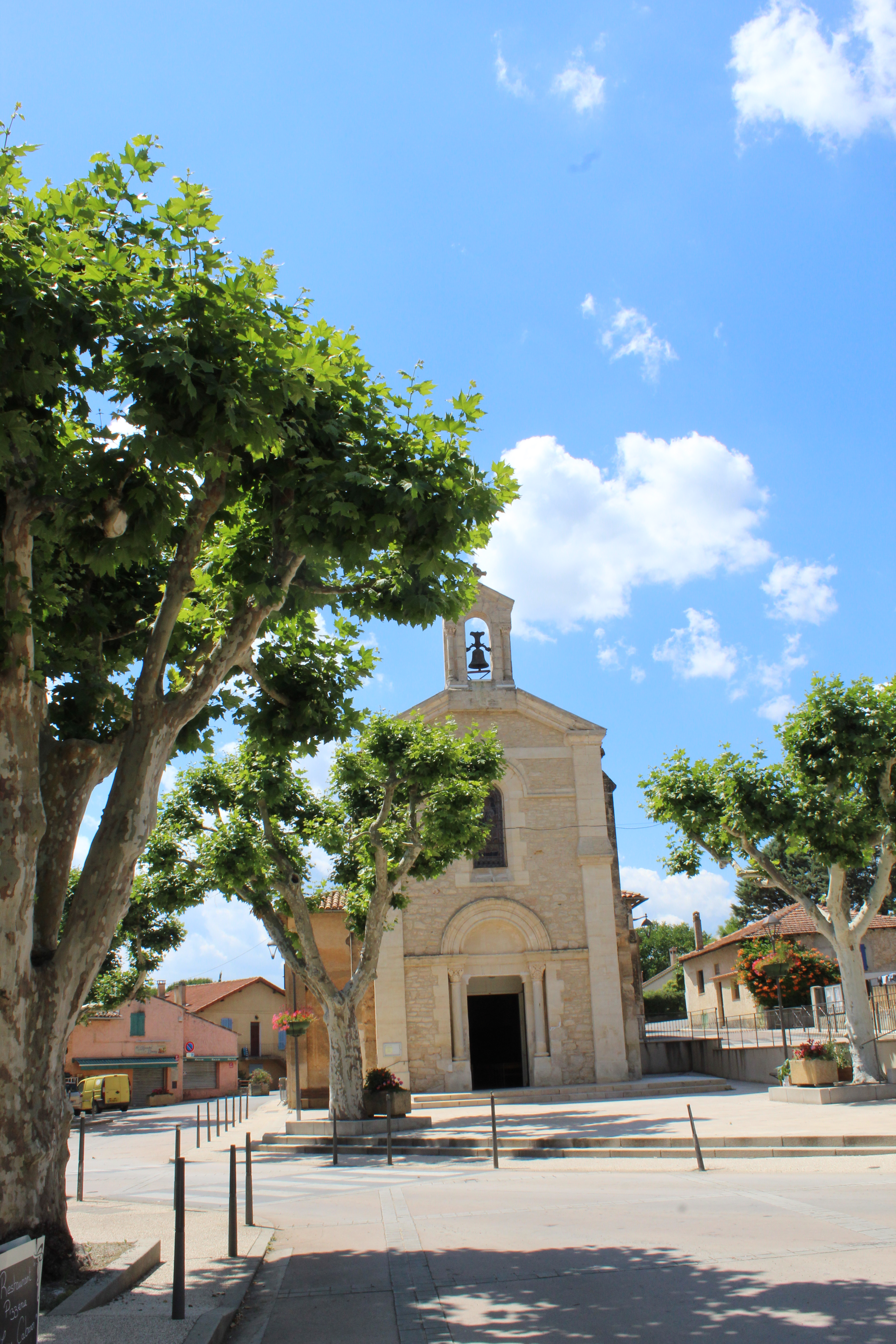
Vue de l'église.
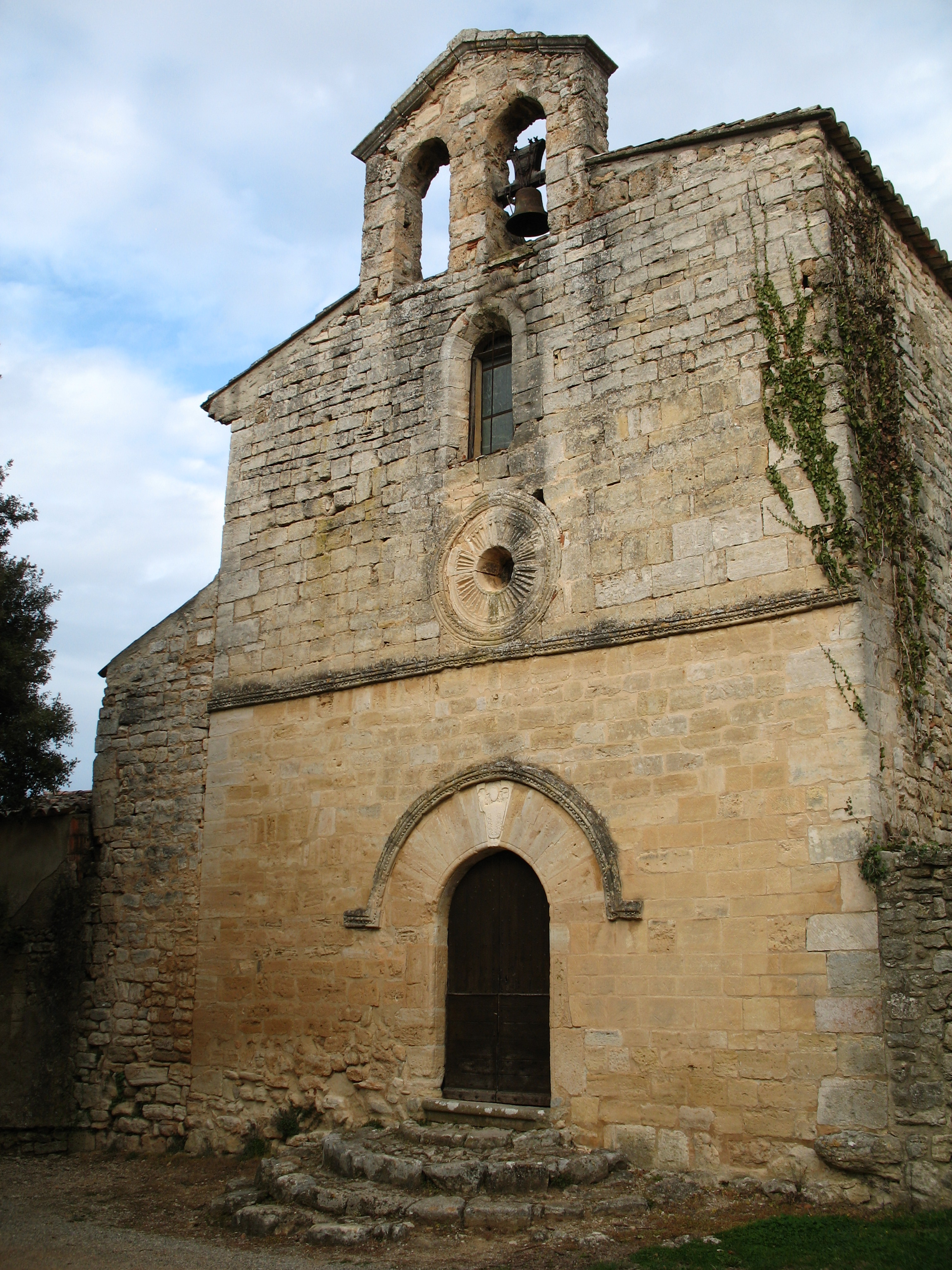
Façade.
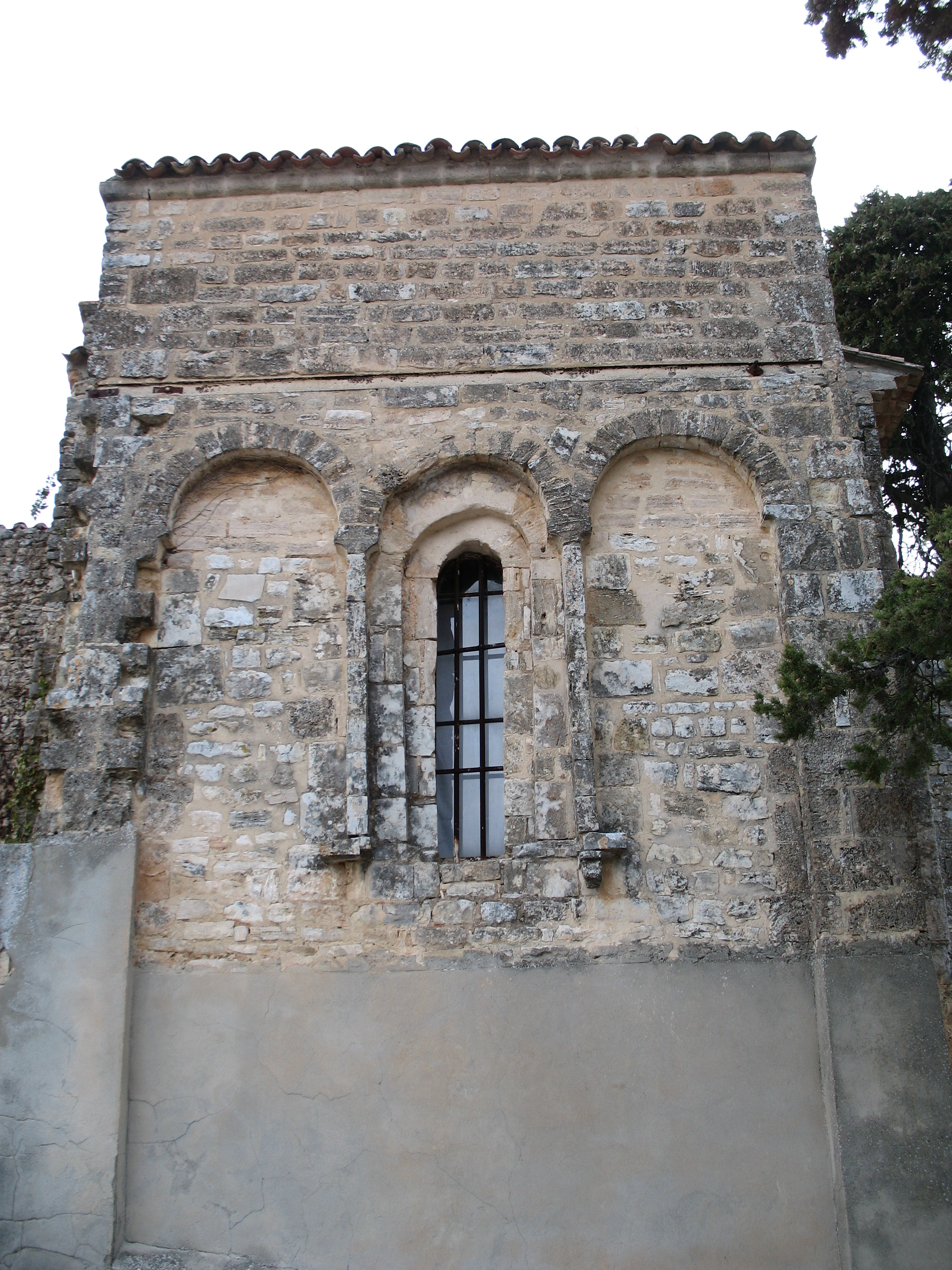
Arrière.
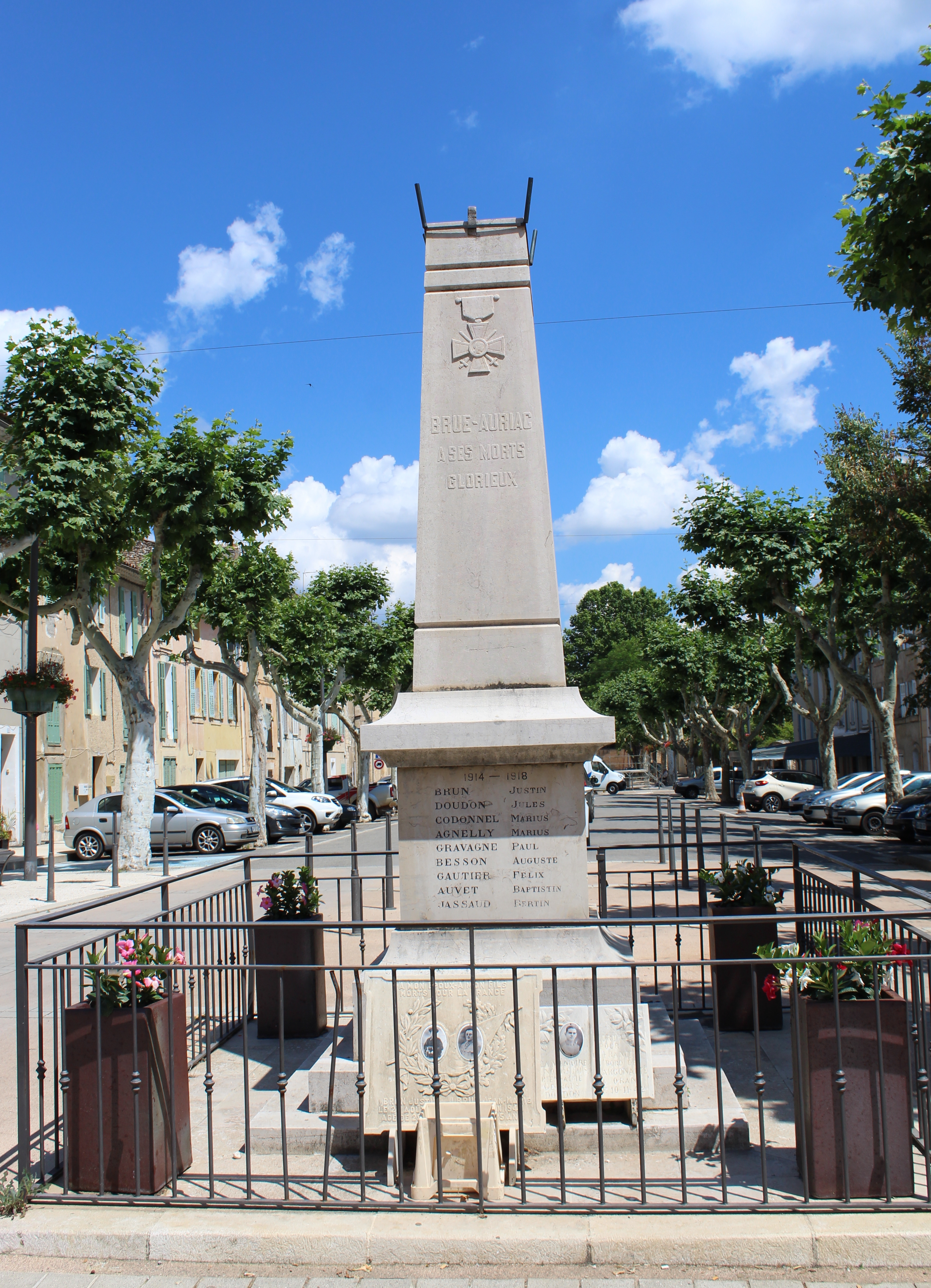
Monument aux morts.

- Église Saint-Georges de Brue-Auriac

* Le Pigeonnier de Roux de Corse.

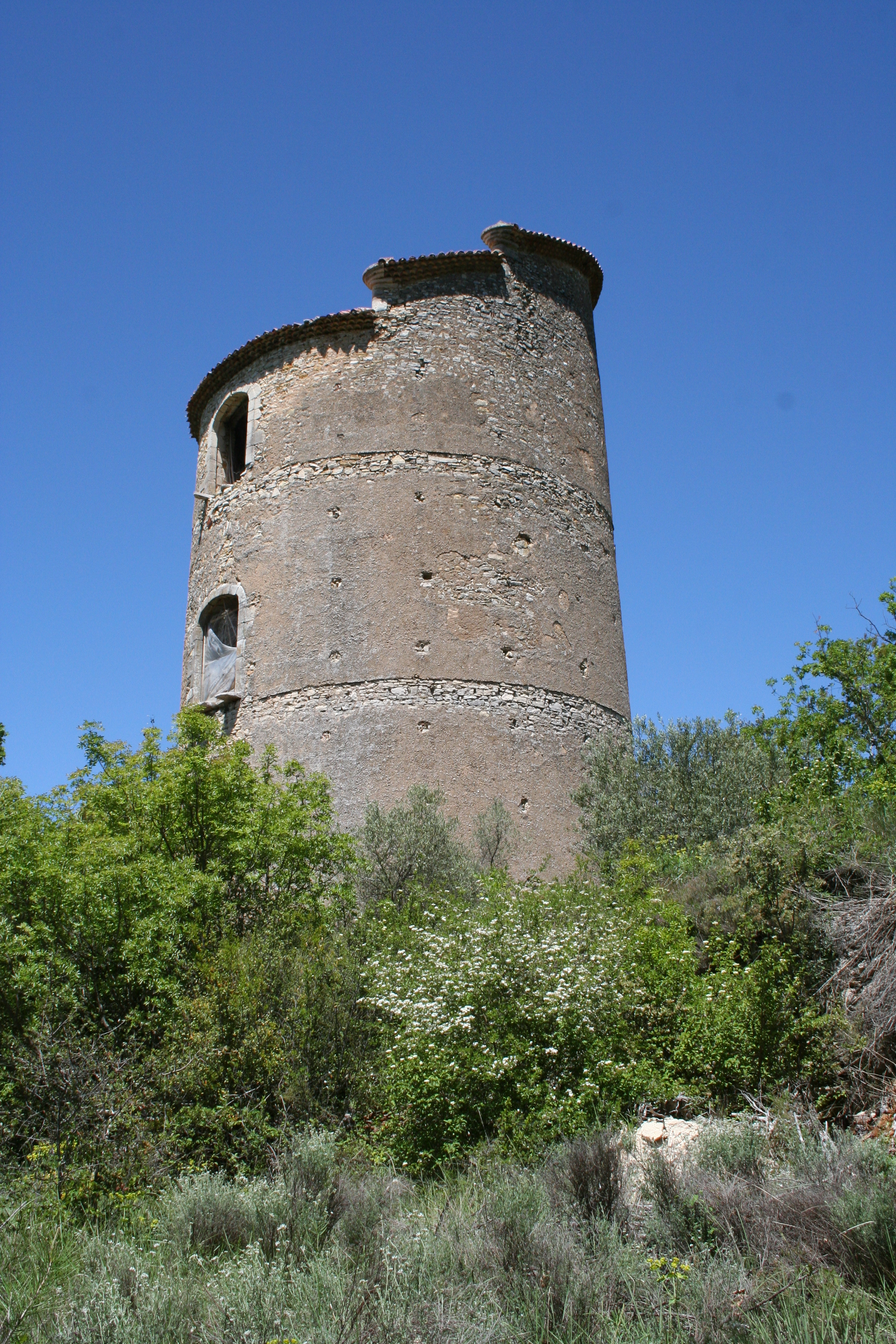
Le pigeonnier.

Il doit sa création à Georges Roux de Corse en 1754. C'est une tour cylindrique de 22,50 mètres de haut et plus de 12 mètres de diamètre. Les pigeonniers, qu’ils soient isolés comme celui de Brue-Auriac ou incorporés aux bâtiments de ferme, étaient un élément essentiel de la vie quotidienne provençale. En effet, ils constituaient un garde-manger de grand intérêt et permettaient la constitution d’un engrais très appréciable. Avant la Révolution, la structure des pigeonniers indique la qualité de leurs propriétaires. Ainsi, seuls les pigeonniers seigneuriaux pouvaient être « à pied », c'est-à-dire ceux pour lesquels les nids de pigeons étaient bâtis du rez-de-chaussée au sommet de l’édifice. C’est le cas du pigeonnier de Brue-Auriac.
Ce type « seigneurial » s’opposait au pigeonnier simplement situé dans la partie supérieure d’un bâtiment, système le plus communément utilisé. De plus, seuls les seigneurs pouvaient avoir des pigeonniers avec meurtrières et créneaux et, ce, pour éviter que tout autre pût faire de cette architecture un élément défensif.
Le pigeonnier de Brue-Auriac, le plus grand recensé en France du XVIIIe siècle, est construit sur un plan circulaire, de manière à pouvoir installer une échelle tournante permettant d’accéder individuellement à chacun des nids appelés « boulins » : un arbre vertical élevé au centre de la tour soutenait une échelle verticale ou inclinée se déplaçant à une faible distance de la paroi.
Ce pigeonnier a fait l’objet d’une inscription sur l'inventaire supplémentaire des monuments historiques par arrêté du 23 février 2004. Il nécessiterait des travaux d'entretien urgents.
* La Magnanerie
L’élevage des vers à soie (magnans) permettait un complément de revenus pour les villageois. Le Var était un département séricicole important : en 1896, on comptait 9555 éleveurs. Les familles élevaient les vers à soie dans des pièces inoccupées de la maison, dans les greniers et parfois même cédaient leurs pièces de vie pendant les cinq à six semaines d’éclosion. Certaines fermes avaient des magnaneries réservées à cet usage. Afin de permettre aux œufs d’éclore plus rapidement, les femmes les plaçaient dans la chaleur de leur corsage. Après leur naissance, les vers étaient placés dans des canisses et nourris avec des feuilles de mûriers. Ils bâtissaient par la suite leurs cocons sur des branchages. Une fois décrochés, ils étaient « débavés » c'est-à-dire que la soie qui entoure le cocon (la bave ou la bourre) était retirée. Elle était alors envoyée dans les filatures : en 1840, on en comptait vingt-huit dans le Var.
Dès 1757, Georges Roux de Corse installe une fabrique à organiser les soies qui compte deux moulins et, rapidement, devient une véritable manufacture. En 1766, elle comporte ainsi 23 grands moulins et peut se vanter d’un chiffre d’affaires conséquent : 360 000 livres. Le fil de soie, ainsi produit, approvisionne par la suite les filatures lyonnaises.
* La chapelle Notre-Dame
Cet édifice, a fait l'objet d'une inscription sur l'inventaire supplémentaire des monuments historiques par arrêté du 15 octobre 1971. La  cloche est du XIXe siècle.
* Le Monument aux morts
Monument aux morts : Conflits commémorés : 1914-1918 - 1939-1945.